# Krungthep-brug
De Krungthep-brug (Thai: สะพานกรุงเทพ) is een brug in Bangkok in Thailand, die de Menam overbrugt. Het was de op een na grootste brug over de rivier en was gebouwd door Fuji Car Manufacturing met een budget van 31.912.300 Thaise baht.
Omdat er vaak files op de brug waren werd naast deze brug de Rama III-brug gebouwd.
Kanchanaphisek-brug · Bhumibol II-brug · Bhumibol I-brug · Rama IX-brug · Krungthep-brug · Rama III-brug · Taksinbrug · Phra Pok Klao-brug · Phra Phutta Yodfa-brug · Phra Pinklao-brug · Rama VIII-brug · Krung Thon-brug · Rama VI-brug · Rama VII-brug · Rama V-brug · Phra Nang Klao-brug · Phra Nang Klao Parallel-brug · Rama IV-brug · Nonthaburi-brug · Pathum Thani-brug · Pathum Thani II-brug · Chiang Rak-brug · Bang Sai-brug · Ko Rian-brug · Kasatrathirat-brug · Ayutthaya–Phu Khao Thong-brug · Pa Mok-brug · Ang Thong-brug · Ang Thong II-brug · Wat Chaiyo-brug · Phrom Buri-brug · Luang Pho Phae-brug · Sing Buri-brug · In Buri-brug · Wat Khok Chan-brug · Chao Phraya Dam · Chainat-brug · Thammachak-brug · Somdet Phra Wannarat Heng Khemchari-brug · Takhian Luean-brug · Dechatiwong-brug